# Riccardo Saponara
Riccardo Saponara (ur. 21 grudnia 1991 w Forlì) – włoski piłkarz grający na pozycji pomocnika we włoskim klubie MKE Ankaragücü.

## Kariera klubowa
21 stycznia 2013 A.C. Milan pozyskał 21-letniego Saponarę z Empoli FC. 16 stycznia 2015 Saponora powrócił do Empoli, ze względu na wypożyczenie zawodnika, z prawem wykupu, przez ten klub. Ostatecznie, w maju 2015 Empoli kupiło Saponarę za 4 miliony euro.
28 stycznia 2017 Saponara został wypożyczony do końca sezonu do Fiorentiny, z zastrzeżeniem, że po zakończeniu wypożyczenia musi zostać wykupiony przez ten włoski klub. Po zakupieniu zawodnika, w sierpniu 2018 Fiorentina na rok wypożyczyła Saponarę do Sampdorii, umowa zawierała opcję wykupu. W sierpniu 2019 piłkarz został ponownie wypożyczony, tym razem do Genoa CFC, również z prawem wykupu. Po zakończeniu gry w Genoi, w styczniu 2020 został wypożyczony do końca sezonu do US Lecce. Na początku sezonu 2020/2021 powrócił do gry w macierzystej Fiorentinie, jednakże 5 stycznia 2021 został ponownie wypożyczony, tym razem do Spezii Calcio, gdzie grał do końca sezonu.
21 lipca 2023 podpisał kontrakt z włoskim klubem Hellas Verona, obowiązujący do 30 czerwca 2024, z opcją przedłużenia o kolejny rok.